# Brainwashed
| 전문가 평가             | 전문가 평가 |
| 총 점수                 | 총 점수     |
| 출처                    | 점수        |
| ----------------------- | ----------- |
| 메타크리틱              | 77/100      |
| 평가 점수               |             |
| 출처                    | 점수        |
| AllMusic                | [ 2 ]       |
| Billboard               | "Spotlight" |
| entertainment.ie        | [ 4 ]       |
| Entertainment Weekly    | B+          |
| The Guardian            | [ 6 ]       |
| Los Angeles Times       | [ 7 ]       |
| Music Story             | [ 8 ]       |
| Now                     | 4/5         |
| Rolling Stone           | [ 10 ]      |
| San Francisco Chronicle | 4/5         |
| Uncut                   | [ 12 ]      |

《Brainwashed》는 영국의 록 음악가이자 전 비틀즈 멤버인 조지 해리슨의 열두 번째 스튜디오 음반이다. 2002년 11월 18일, 그의 58세 사망 후 거의 1년, 그리고 그의 이전 스튜디오 음반인 《Cloud Nine》 이후 15년 만에 사후에 발매되었다. 해리슨이 사망하기 10년 전에 녹음이 시작되었으나 반복적으로 지연되었다. 이 음반의 오버더빙은 그의 아들 다니, 세션 드러머 짐 켈트너, 그리고 오랜 친구이자 공동작업자인 제프 린에 의해 완성되었다.
《Brainwashed》는 영국에서 30위, 미국에서 20위 안에 들었고, 대부분 호평을 받았다. 이 음반에는 싱글 〈Stuck Inside a Cloud〉와 〈Any Road〉가 포함되어 있다. 〈Marwa Blues〉는 2004년 그래미 어워드 최우수 팝 인스트루멘털 퍼포먼스 상을 받았고, 〈Any Road〉는 최우수 남성 팝 보컬 퍼포먼스 후보에 올랐다.

## 역사
해리슨은 1988년부터 《Brainwashed》에서 발매되었던 곡들을 녹음하기 시작했고(음반 《Cloud Nine》의 〈This Is Love〉의 비디오 제작 중에 〈Any Road〉가 작성되었다) 이후 10년 반 동안 산발적으로 계속했다. 해리슨의 전 매니저인 데니스 오브라이언과의 사업 문제뿐만 아니라 트래블링 윌버리스, 라비 샹카르와의 작업, 《비틀즈 앤솔로지》에서의 작업 등으로 진척이 지연되었다. 1999년 한 인터뷰에서 해리슨은 다음 음반의 제목을 《Portrait of a Leg End》라고 발표했고, 〈Valentine〉, 〈Pisces Fish〉, 〈Brainwashed〉라는 제목의 곡을 연주했다. 2001년 《All Things Must Pass》의 재발매 홍보 기간 동안 해리슨은 음반 이름이 《Your Planet Is Doomed – Volume One》이 될 것이라고 농담을 했다. 1999년 12월 30일 편집증적 정신분열증을 앓고 있는 한 남자에게 자신의 집에서 공격받는 것을 회복한 후 해리슨은 음반을 완성하는데 집중했고, 그의 아들 다니와 모든 세부 사항(완성된 노래 소리부터 음반의 삽화에 이르기까지)에 대한 자신의 생각을 공유했다. 다니는 그의 아버지가 죽은 후 그 음반을 완성하는 것을 도왔다.
해리슨은 1997년에 성공적으로 목암과 싸웠고, 2001년에는 그의 폐 중 하나에서 암 성장을 제거하는 수술을 받았고, 그의 뇌로 전이된 폐암에 대한 방사선 치료를 받았다. 그는 그것이 돌이킬 수 없는 상황이라는 것을 깨닫고 더 이상 할 수 없을 때까지 다니와 그의 옛 공동작업자 제프 린과 함께 음반의 곡들을 더 많이 작업했다. 해리슨의 음반에 대한 마지막 작업은 암 치료를 위해 미국으로 떠나기 직전에 스위스의 녹음실에서 수행되었다. 2001년 11월 29일 해리슨은 《Brainwashed》를 끝내지 못한 채 사망하였으나, 아들과 린의 손에 의해 완성되었다.
프로젝트를 몇 달 남겨둔 후, 린과 다니는 해리슨의 마지막 곡들을 작업하기 위해 돌아왔고 그의 명세대로 적절한 기악들을 녹음에 추가했다. 프로젝트가 거의 끝나갈 무렵 두 사람은 해리슨 자신이 원래 계획했던 정확한 시간표와 세션 예약을 사용했다.
린은 2020년에 《Brainwashed》에 대해 반성했다. "그의 삶은 마지막 곡들, 그가 매일매일 도달한 것들, 예를 들면 템스강을 타고 내려가는 것 같은 것들 속에 있었습니다. 아주 개인적인 것들이 많죠. 어떤 것은 정말 좋아요. 우리는 차츰차츰 그것들을 채웠습니다. 그냥 섞어서 조지가 좋아할 것 같은 소리를 내는 거였어요. 직감적으로 가야만 했어요."
〈Run So Far〉는 이전에 에릭 클랩튼의 음반 《Journeyman》(해리슨의 지원을 받아)에 등장했고, 마침내 원작자가 부른 버전으로 출시되기 13년 전에 발매되었다.

## 곡 목록
모든 곡들은 특별한 언급이 없는 한 조지 해리슨에 의해 작사/작곡하였다.
| #   | 제목                                        | 작사·작곡              | 재생 시간 |
| --- | ------------------------------------------- | ---------------------- | --------- |
| 1.  | 〈Any Road〉                                |                        | 3:52      |
| 2.  | 〈P2 Vatican Blues (Last Saturday Night)〉  |                        | 2:38      |
| 3.  | 〈Pisces Fish〉                             |                        | 4:50      |
| 4.  | 〈Looking for My Life〉                     |                        | 3:49      |
| 5.  | 〈Rising Sun〉                              |                        | 5:27      |
| 6.  | 〈Marwa Blues〉                             |                        | 3:40      |
| 7.  | 〈Stuck Inside a Cloud〉                    |                        | 4:04      |
| 8.  | 〈Run So Far〉                              |                        | 4:05      |
| 9.  | 〈Never Get Over You〉                      |                        | 3:26      |
| 10. | 〈Between the Devil and the Deep Blue Sea〉 | 해럴드 알렌, 테드 쾰러 | 2:34      |
| 11. | 〈Rocking Chair in Hawaii〉                 |                        | 3:07      |
| 12. | 〈Brainwashed〉                             |                        | 6:07      |

## 인증
| 국가                       | 인증 | 판매량/출하량 |
| -------------------------- | ---- | ------------- |
| 캐나다 (뮤직 캐나다)       | 골드 | 50,000^       |
| 일본 (오리콘 차트)         | —    | 34,000        |
| 영국 (BPI)                 | 골드 | 100,000^      |
| 미국 (RIAA)                | 골드 | 500,000^      |
| 요약                       |      |               |
| 전세계                     | —    | 1,000,000     |
| ^출하량을 기반으로 한 인증 |      |               |